# Rue Louis-Ricard
La rue Louis-Ricard est une voie publique de la commune française de Rouen.

## Situation et accès
Longue de 450 mètres, elle est située rive droite et relie la place Beauvoisine sur le boulevard de l'Yser et la place du Général-de-Gaulle.
Rues adjacentes
- Rue Sainte-Marie
- Rue Bourg-l'Abbé
- Place Alain
- Rue Dulong
- Rue de Joyeuse
- Impasse Adrien-Auzout

Une station de vélos en libre-service Lovélo y est présente.

## Origine du nom
Elle porte le nom de l'avocat et homme politique français Louis Ricard (1839-1921).

## Historique
Appelée à l'origine rue de la République, elle prend le nom de Louis Ricard en 1929.

## Bâtiments remarquables et lieux de mémoire
- no 39 : Gendarmerie nationale ;
- no 41 : Roger Parment y a vécu[2] ;
- no 45 : hôtel de la Caisse d'épargne de Rouen ;
- no 53 : Une plaque commémorative rappelle le souvenir du Dr Maurice Gallouen (1879-1945) qui fut arrêté à son domicile le 23 juin 1941 et mourut en déportation ;
- no 55 : square André-Maurois et musée départemental des antiquités ;
- no 48 : théâtre des Deux Rives ;
- Fontaine-réservoir Sainte-Marie[3] : classée (1995).